# Svatohorská rezidence
Svatohorská rezidence se nachází v bezprostřední blízkosti poutního areálu Svatá Hora u Příbrami ve Středočeském kraji. Jedná se komplex budov, které slouží jako sídlo správy Svaté Hory. Po dobu existence samostatné české provincie Kongregace Nejsvětějšího Vykupitele (tj. do jejího sloučení s provincií slovenskou) byla svatohorská rezidence sídlem českého provinciála.

## Historie
Budova rezidence byla budována postupně a její jednotlivé části se tak od sebe svou velikostí, stavebním slohem i účelem liší.

### Proboštství (východní křídlo)
Proboštství či bývalá jezuitská rezidence je nejstarší částí současné svatohorské rezidence. Jezuité převzali správu Svaté Hory v roce 1647, tehdy se ale na Svaté Hoře nacházela pouze malá kaple a stará poustevna, což velkému počtu poutníků i samotným jezuitům nevyhovovalo. Z tohoto důvodu byl na Svatou Horu povolán architekt Carlo Lurago, který následně zpracoval plány pro přestavbu poutního místa. V rámci plánu byla na žádost jezuitů vytvořena i poměrně rozlehlá čtyřkřídlá rezidence s rajským dvorem uprostřed. S výstavbou rezidence bylo započato v roce 1662, ovšem stavba postupovala velmi pomalu hlavně kvůli nedostatku financí, které byly přednostně dávány na výstavbu kostela. Až v roce 1682 bylo dokončeno jižní a východní křídlo a jezuité je následně začali obývat, přestože některé interiéry (např. refektář) ještě nebyly dokončeny.
Výstavba dále pokračovala ještě pomaleji a jezuité začali v roce 1714 přemýšlet o výstavbě zcela nové rezidence na jižní straně poutního areálu. Ovšem ve stejném roce vypukl v Příbrami mor, jehož obětí se stali i někteří členové řádu, takže jezuité od svého plánu upustili a pokračovali ve stavbě původní rezidence. Tu ukončilo až v roce 1773 zrušení jezuitského řádu papežem Klementem XIV.
Svatou Horu poté spravovali příbramští kněží, jimž byl v roce 1796 propůjčen titul svatohorského probošta. Probošté se usídlili ve východním křídle jezuitské rezidence, kterou nechali upravit na pohodlné sídlo zámeckého typu. Nejzajímavější místností je zřejmě tzv. Biskupský pokoj, kde je umístěna kopie obrazu Zvěstování Panně Marii od Petra Brandla. Vládu proboštů ukončil až příchod redemptoristů v roce 1861.

### Jižní křídlo
Jižní křídlo rezidence bylo vystavěno zároveň se severním ambitem baziliky. Původně se zde měla nacházet pouze spojovací chodba mezi východním a západním křídlem rezidence, ovšem později byl tento prostor upraven na klášterní knihovnu. Po návratu redemptoristů po sametové revoluci došlo k úpravě původní knihovny na infocentrum s prodejnou upomínkových předmětů. V roce 2015 bylo ve sklepení pod tímto křídlem otevřeno nové muzeum.

### Klášter
Budova kláštera vznikla mezi léty 1884–1885 podle plánů příbramského architekta Bastla na severní straně rezidence. Klášter má pět pater a slouží jako zázemí pro svatohorskou komunitu kongregace Nejsvětějšího Vykupitele. V období komunismu byl v klášteře umístěn internát střední průmyslové školy.

### Hospodářské křídlo
Hospodářské křídlo je nejmladší částí rezidence. Vystavěno bylo v roce 1896.

## Klášterní zahrada

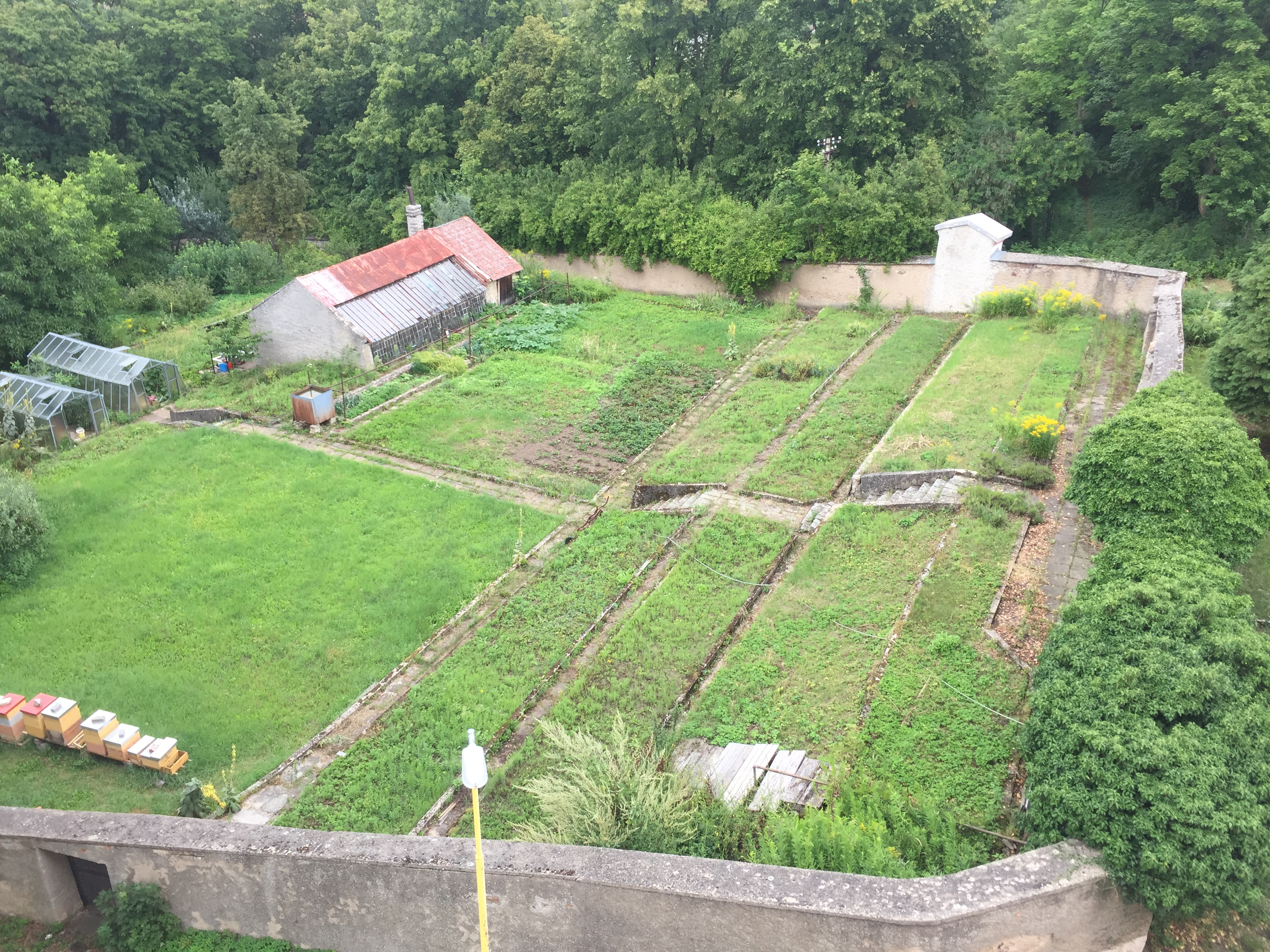
Klášterní zahrada - stav v roce 2019

Nedaleko budovy rezidence se nachází zahrada, která původně zásobovala klášterní kuchyni. Prostor zahrady je ohraničen vysokou kamennou zdí a je uspořádán do několika teras. Zahrada se v současnosti (2019) k původnímu účelu již nevyužívá. Výjimku tvoří včelín, který je stále funkční; med od svatohorských včel lze koupit v prodejně na Svaté Hoře.

## Rekonstrukce v roce 2015
V rámci velké rekonstrukce celé Svaté Hory v roce 2015 byla opravena i svatohorská rezidence. Nejvíce se rekonstrukce zaměřila na proboštství, kde byly obnoveny původní klenby a výmalba jednotlivých místností, které v současnosti (2019) slouží jako reprezentační a výstavní prostory. V jižním křídle rezidence bylo otevřeno moderní informační centrum a muzeum. Obnoveny byly také omítky, které se svým vzhledem vrátily do podoby z 2. poloviny 17. století.

## Galerie

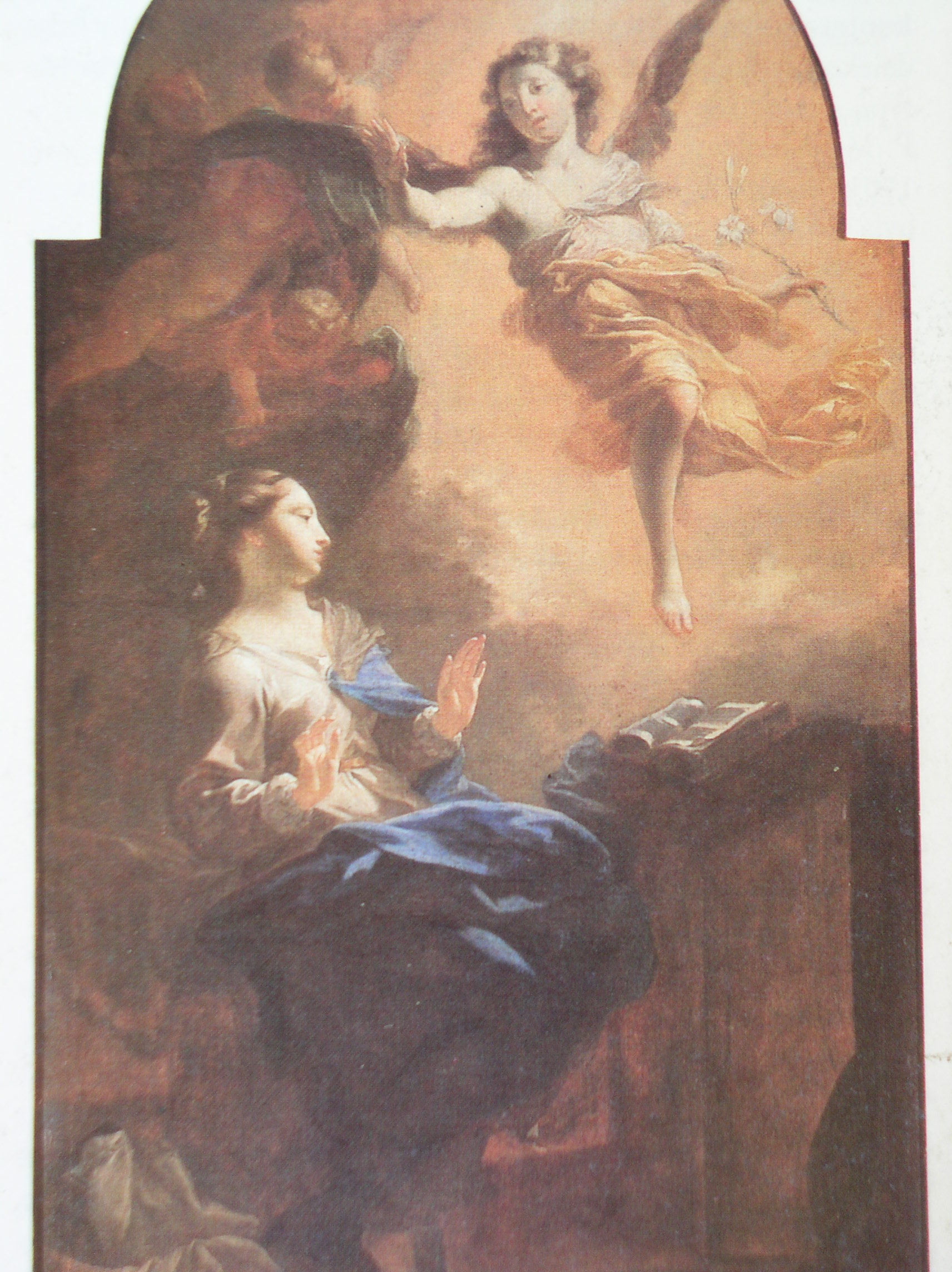
Obraz Zvěstování Panně Marii od barokního malíře Petra Brandla získala Svatá Hora od císaře Leopolda I. a kopie tohoto obrazu je umístěna v Biskupském pokoji
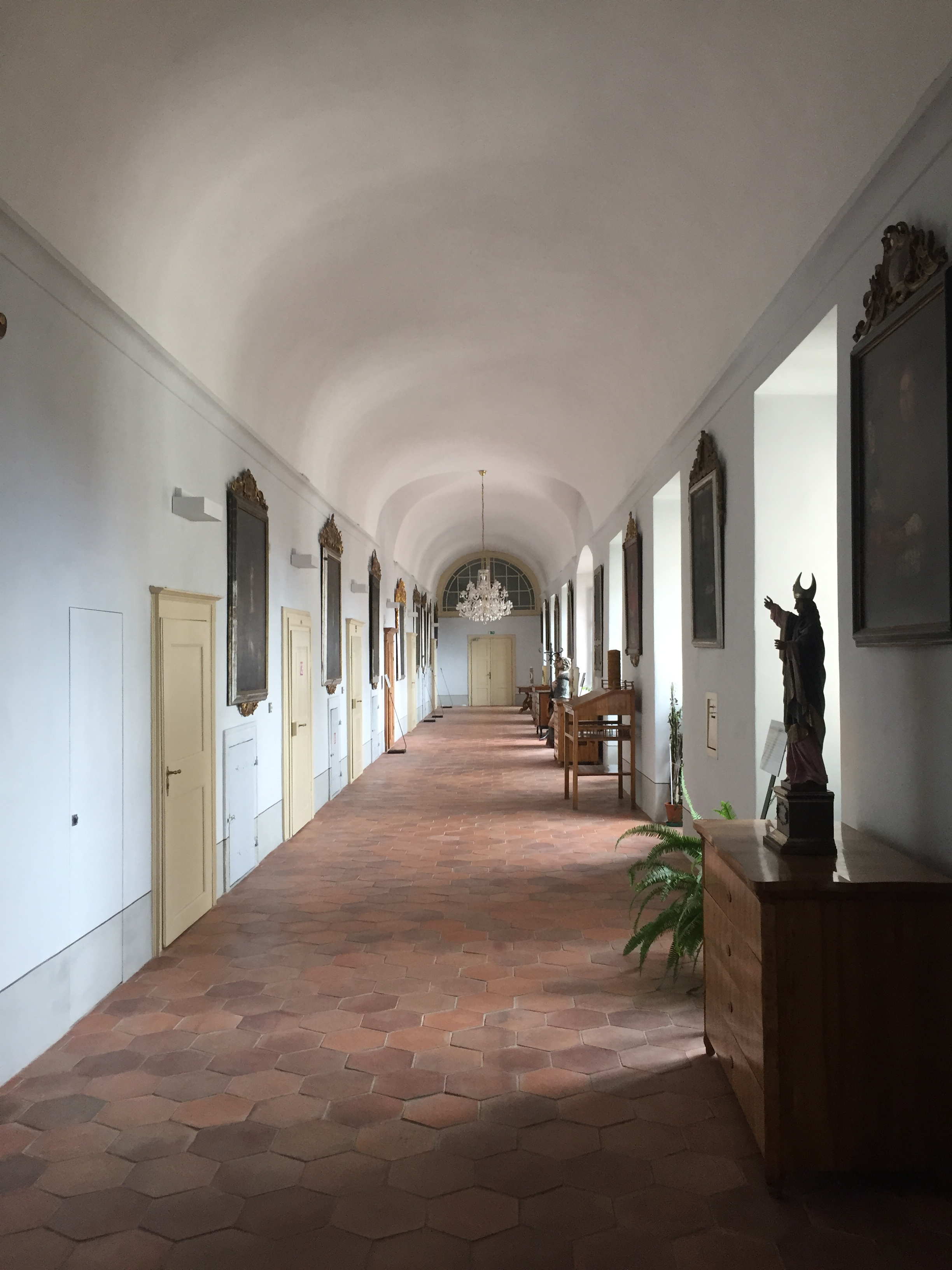
Hlavní chodba v proboštství (východní křídlo rezidence) s velkou galerií
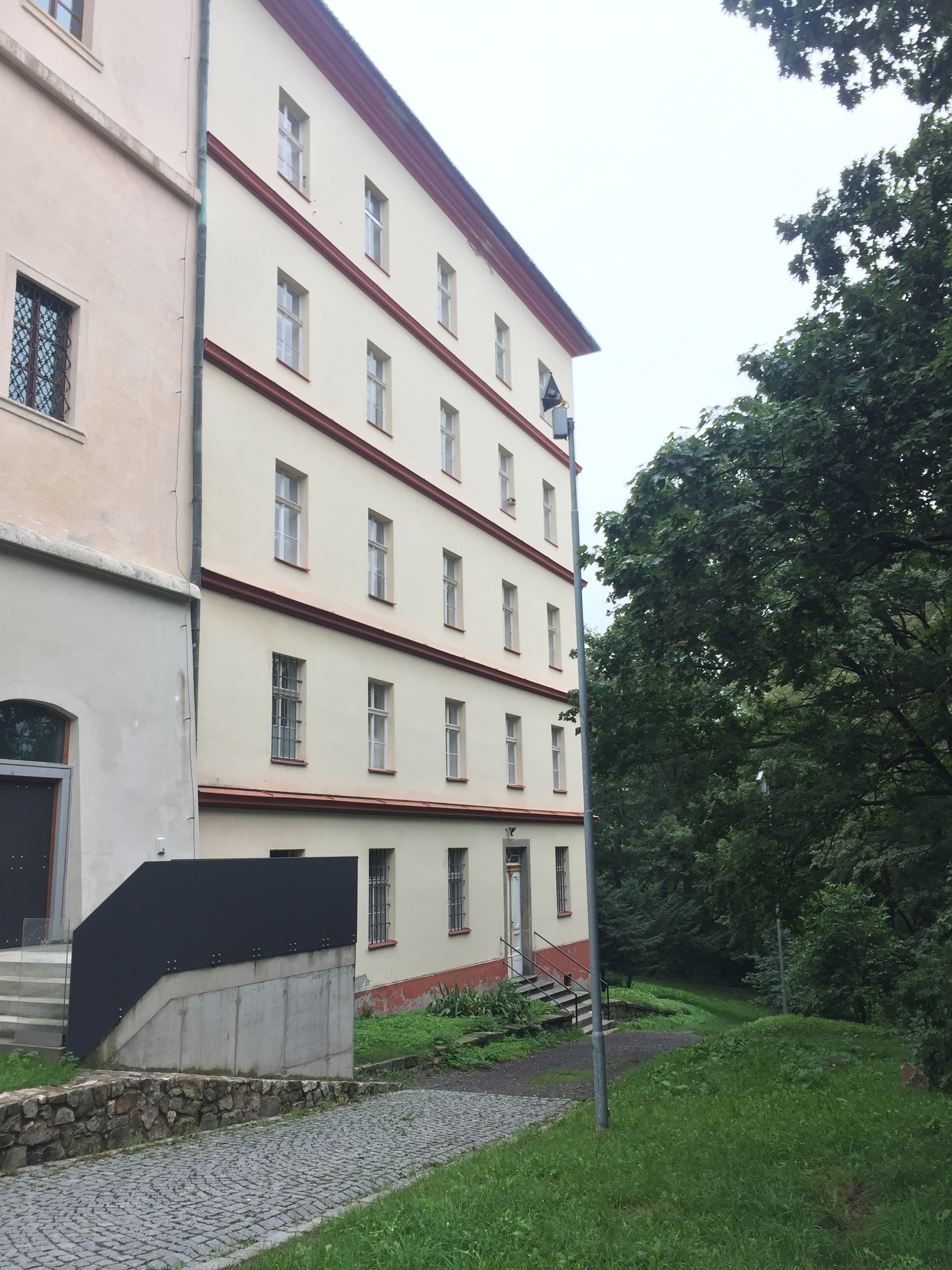
Klášter redemptoristů na severní straně rezidence